# Андреев, Виктор Иванович
Виктор Иванович Андреев — директор Невского машиностроительного завода им . В. И. Ленина, лауреат Ленинской премии (1965).

## Биография
Родился в 1909 году.
До 1935 г. работал на заводе «Большевик», в 1935—1937 гг. на заводе № 172.
В 1948—1950 гг. зам. председателя и председатель Невского райисполкома Ленинграда. В 1955—1957 гг. снова председатель Невского райисполкома.
С 1957 по 1966 г. директор Невского машиностроительного завода им . В. И. Ленина.
Лауреат Ленинской премии (1965, в составе коллектива) — за разработку конструкции, освоение серийного производства и внедрение в народное хозяйство газотурбинного агрегата ГТ-700-5 с нагнетателем 280-12 для компрессорных станций магистральных газопроводов.
Сочинения:
- Укрупненный метод нормирования на предприятиях с индивидуальным характером производства [Текст] : опыт Невского машиностроительного завода им. В. И. Ленина / В. И. Андреев. — Ленинград : ЛДНТП, 1959. — 24 с. : ил. — (Экономика и организация производства; вып. 1).